# Деон Лендор
Деон Крістофер Лендор (англ. Deon Christopher Lendore; 28 жовтня 1992 — 10 січня 2022) — тринідадський легкоатлет, яка спеціалізувався у бігу на короткі дистанції.

## Із життєпису
Учасник трьох Олімпіад (2012, 2016, 2021).
Бронзовий олімпійський призер (2012) та олімпійський фіналіст (8-е місце; 2021) в естафетному бігу 4×400 метрів.
Срібний призер чемпіонату світу в естафетному бігу 4×400 метрів (2015).
Бронзовий призер чемпіонатів світу в приміщенні у бігу на 400 метрів (2016) та в естафетному бігу 4×400 метрів (2016, 2018).
Переможець Світових легкоатлетичних естафет в дисципліні естафетного бігу 4×400 метрів (2019).
Бронзовий призер Панамериканських ігор в естафетному бігу 4×400 метрів (2019).
Чемпіон Тринідада і Тобаго у бігу на 400 метрів (2013, 2018) та в естафетному бігу 4×400 метрів (2012).
Рекордсмен Тринідада і Тобаго у бігу на 400 метрів у приміщенні (45,03; 2014).
Пішов з життя, маючи 29 років.

## Основні міжнародні виступи
| Рік  | Змагання                      | Місто      | Місце | Дисципліна | Примітки |
| ---- | ----------------------------- | ---------- | ----- | ---------- | -------- |
| 2009 | Чемпіонат світу серед юнаків  | Брессаноне | 2заб5 | 400 м      |          |
| 2009 | комбінована естафета          |            |       |            |          |
| 2010 | Чемпіонат світу серед юніорів | Монктон    | 3пф5  | 400 м      |          |
| 2010 | 2заб4                         | 4×400 м    |       |            |          |
| 2011 | Чемпіонат світу               | Тегу       | 1заб6 | 4×400 м    |          |
| 2012 | Олімпійські ігри              | Лондон     | 2заб5 | 400 м      |          |
| 2012 | 3                             | 4×400 м    |       |            |          |
| 2013 | Чемпіонат світу               | Москва     | 2пф4  | 400 м      |          |
| 2013 |                               | 4×400 м    | a     |            |          |
| 2015 | Чемпіонат світу               | Пекін      | 2     | 4×400 м    |          |
| 2016 | Чемпіонат світу в приміщенні  | Портленд   | 3     | 400 м      |          |
| 2016 | 3                             | 4×400 м    |       |            |          |
| 2016 | Олімпійські ігри              | Лондон     | 5заб6 | 400 м      |          |
| 2016 | 1заб                          | 4×400 м    | DQ    |            |          |
| 2017 | Світові естафети              | Нассау     |       | 4×400 м    | a        |
| 2018 | Чемпіонат світу в приміщенні  | Бірмінгем  | 3     | 400 м      |          |
| 2018 | 4×400 м                       |            |       |            |          |
| 2018 | Ігри Співдружності            | Голд-Кост  |       | 4×400 м    |          |
| 2019 | Світові естафети              | Йокогама   | 1     | 4×400 м    |          |
| 2019 | Панамериканські ігри          | Ліма       | 3     | 4×400 м    |          |
| 2019 | Чемпіонат світу               | Доха       |       | 4×400 м    |          |
| 2021 | Олімпійські ігри              | Токіо      | 1пф4  | 400 м      |          |
| 2021 | 4×400 м                       |            |       |            |          |

a  Виступав у забігу